# Podocidaris sibogae
Podocidaris sibogae is een zee-egel uit de familie Arbaciidae.
De wetenschappelijke naam van de soort werd in 1934 gepubliceerd door Theodor Mortensen.